# Stalachtis vidua
Stalachtis vidua är en fjärilsart som beskrevs av Hans Ferdinand Emil Julius Stichel 1916. Stalachtis vidua ingår i släktet Stalachtis och familjen juvelvingar. Inga underarter finns listade i Catalogue of Life.